# Dinko Žutelija
Dinko Žutelija (Belgrado, 4 ottobre 1948) è un ex calciatore jugoslavo, di ruolo attaccante.

## Palmarès

### Competizioni nazionali
- Campionato jugoslavo: 1

Hajduk Spalato: 1970-1971
- Coppa di Jugoslavia: 1

Hajduk Spalato: 1971-1972